# Iberodorcadion molitor
Iberodorcadion molitor es una especie de escarabajo longicornio de la subfamilia Lamiinae. Fue descrita científicamente por Fabricius en 1775.
Se distribuye por España y Francia. Mide 11-15 milímetros de longitud. El período de vuelo ocurre en los meses de marzo, abril, mayo y junio.